# Wasserkraftwerk Evenstad
Das Wasserkraftwerk Evenstad ist ein 1904 in Betrieb genommenes und von der SKAGERAK KRAFT AS  betriebenes Wasserkraftwerk in der Kommune Froland in der Provinz Agder in Norwegen. Es gehört zum Arendalsvassdraget und wird aus dem Fluss Nidelva gespeist. 
Die installierte Leistung beträgt 23,5 MW und die durchschnittliche Bruttostromerzeugung 123,4 GWh pro Jahr.